# Como Jertdan salvou as crianças do Div

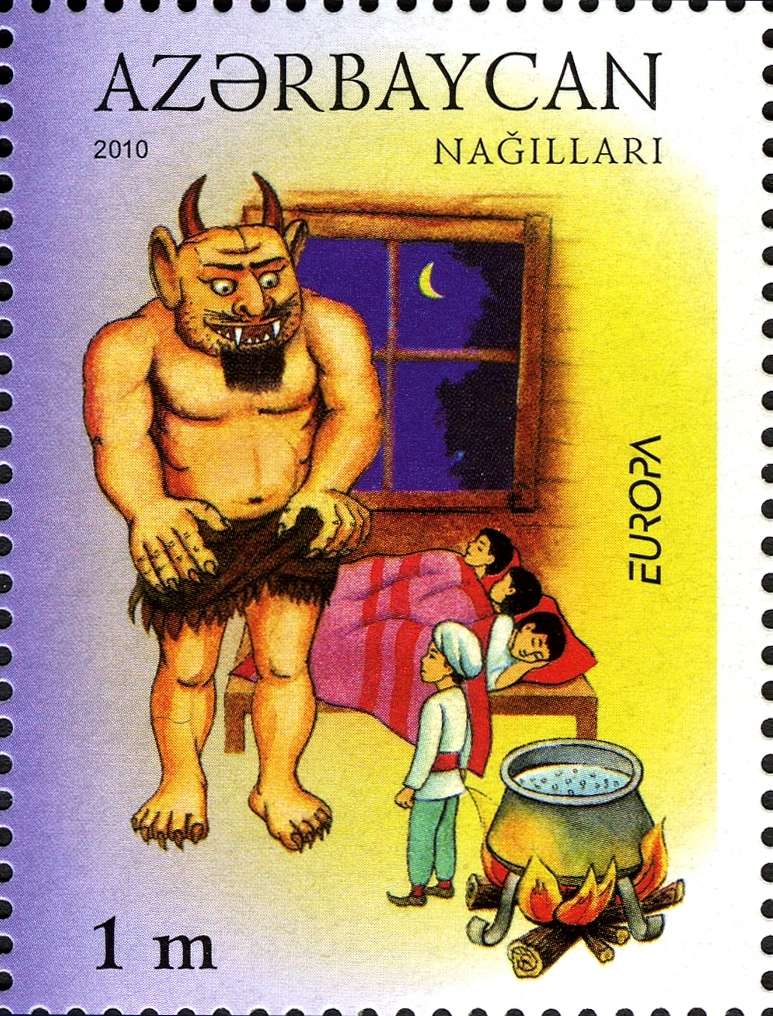
Um selo do Azerbaijão publicado em 2010. É dedicado ao conto de fadas.

Como Jertdan salvou as crianças do Div (em azeri:  Necə Cırtdan uşaqları Divdən xilas etdi) é um conto folclórico do Azerbaijão. É sobre um adolescente inteligente chamado Jertdan (que significa "pequeno" na língua azerbaijana), que conseguiu salvar as crianças do Div, uma criatura mítica da mitologia azerbaijana.

## Enredo
Jertdan, junto com os filhos do vizinho, vai para a floresta buscar lenha. No caminho de volta, eles se perdem no escuro e caminham em direção à luz que vêem. Após isso, eles chegam à casa em que Div mora. O monstro atrai crianças para si para comê-las à noite. Jertdan, usando sua engenhosidade, salva as crianças e elas voltam em segurança para sua casa.
Jertdan é um dos personagens mais populares dos contos de fadas do Azerbaijão. Ele se distingue por sua aparência, coragem e inteligência tradicionais do Azerbaijão. Jertdan às vezes é descrito como uma pessoa preguiçosa, pois forçou os meninos da aldeia a coletar lenha na floresta e carregá-lo nas costas. Apesar disso, Jertdan mostra coragem quando se depara com o Div. Diante do perigo, Jertdan prova ser o mais ágil e corajoso entre o resto das crianças.

## Adaptações
Em 1968, uma performance baseada no conto de fadas foi encenada no teatro de marionetes de Bacu. Foi baseado no roteiro e no tratamento literário do enredo do escritor e dramaturgo azerbaijano Mirmehdi Seyidzadeh.
O primeiro filme de animação do Azerbaijão "Cırtdan" foi criado com base neste conto de fadas.
Em 1981 e 1983, o filme de animação em duas partes "Pro Dzhyrtdana — Velykana", dirigido por Boris Aliyev, foi lançado pelo estúdio Azerbaijãofilm. O papel do personagem principal foi dublado pela atriz Klara Rumyanova.